# Pont Van Praet
Pour les articles homonymes, voir Van Praet.
Le pont Van Praet (en néerlandais : Van Praetbrug) est un pont à doubles poutres  au dessus du canal maritime de Bruxelles à l'Escaut et de la N201 dans la ville de Bruxelles .
Le pont routier a été construit en 1956 et se compose de deux travées en acier de 41,4 m chacune. Le pont a une longueur de 83 m et une largeur de 30,55 m. Ce pont routier fait partie du R21, c'est-à-dire la grande ceinture de Bruxelles.
Le pont de tramway a été construit plus tard en 1978 et se compose de 11 travées en béton de différentes longueurs avec une portée maximale de 42 m à travers le canal. Le pont de tramway a une longueur de 126 m et une largeur de 8,7 m. Le pont de tram est beaucoup plus long car il a été construit par après et par le fait que le pont routier repose en grande partie sur un talus.
La ligne 7 du tram bruxellois suit largement le R21 et traverse le pont Van Praet. La ligne 10 du tramway vient de quai des usines (N201) sur une longue pente et se connecte dans les deux sens avec les voies de tramway se trouvant sur le pont Van Praet.
Le pont Van Praet a une hauteur libre de 5,8 m. C'est le premier pont non levant sur le canal de Willebroeck, empêchant donc les plus gros navires de passer au delà de celui-ci.